# Ana Paula Rodrigues (handebolista)
Ana Paula Rodrigues Belo ou simplesmente Ana Paula (São Luís, 18 de outubro de 1987) é uma jogadora brasileira de handebol que joga como central. Atualmente defende o SCM Craiova da Romênia.
Integrou a seleção brasileira nos Jogos Olímpicos de 2008, 2012, 2016 e 2021 Foi campeã mundial com a seleção em 2013 na Sérvia. E campeã da Champions League em 2016 com o Bucareste.

## Trajetória

### Clubes
Ana Paula começou a jogar handebol em 2001, na escola Alberto Pinheiro em São Luis-MA. Em 2002 foi morar em Guarulhos, onde permaneceu até 2007 quando assinou contrato com o clube espanhol BM Puertodulce Roquetas. Jogou apenas uma temporada pelo clube, depois acertou com o também espanhol BM Elche Mustang. Ana Paula fez uma boa temporada, marcando 246 gols, sendo o principal nome da equipe na Liga dos Campeões da Europa - EHF. No ano seguinte se transferiu para o rival Elda Prestigio, onde chegou a final da Liga dos Campeões da Europa - EFH, mas o time dinamarquês Randers HK acabou se sagrando campeão. Em 2011 acertou com o Hypo Niederösterreich da Áustria, em um acordo com a Confederação Brasileira de Handebol. No Hypo ganhou Tres vezes o campeonato austríaco e a Copa OHB da Áustria. Na temporada 2012/13 o time foi eliminado na  primeira fase da Liga dos Campeões de Handebol Feminino - EHF, mas se classificou para a Recopa da Europa. O Hypo chegou à final e venceu a última partida contra o clube francês Paris Issy. Em janeiro de 2014, Ana Paula anunciou sua saída do Hypo após o fim da temporada para jogar no Bucareste da Romênia. Junto com mais três brasileiras conquistou o primeiro titulo da historia do clube, a Liga da Romênia, batendo o forte time do Baia Mare, assim o credenciando para jogar no ano seguinte a Champions League. Na temporada 2015/2016, com o Bucareste, Ana Paula conquista o bi campeonato Romeno, a copa da Romênia e o tao sonhado titulo da Champions League 2015/2016. Em 2016 Ana Paula se transfere para o Rostov da Russia e por la ficou por 2 Temporadas e meia, 2016/17 - 2017/18- 2018/19, Ana Paula foi bi campeã da supercopa da Rússia, tri campeã da Liga da russa, tri campeã da Copa da Rússia, campeã  da Copa EHF  2017 (segunda maior competição de handebol da Europa), e em 2018 quarto lugar da Champions League. Inicio de 2020 se transfere para o Chambray da França por 6 meses, e renova por mais um ano, e ajuda seu clube a chegar numa inédita quarta colocação, levando o clube para a inédita e histórica classificação para liga da europa, na próxima temporada, 2021/22. Assim encerrando sua participação com louvor na França. Ana Paula joga a temporada 2021/22 em Braila na Romênia, sob o comando do lendário Morten Soubak, técnico da seleção brasileira em 2013 onde ganhou junto com Ana Paula o inédito título mundial em 2013. E atualmente Ana Paula está em SCM Craiova para a temporada 2022/23.

### Seleção
Participou das Olimpíadas de Pequim em 2008, de Londres em 2012 e do Rio 2016. É bi campeã dos jogos sulamericanos, Santiago do Chile no ano de 2014 e em   Assunção no Paraguai 2022. Campeã do Campeonato Pan-americano em 2011 no Brasil, 2013 na República Dominicana (sendo a melhor central do torneio) e em 2017 na Argentina. Consagrou-se tri campeã dos jogos Jogos Pan-Americanos, 2011 Guadalajara, em Toronto 2015, e Lima em 2019. No ano de 2013, foi campeã da Provident Cup na Hungria e campeã do Sul-Americano na Argentina, garantindo uma vaga para o mundial. Disputou Campeonato Mundial em 2009, 2011, 2013, 2015, 2017 e 2019. No Campeonato Mundial de 2013 na Servia, ela comemorou a conquista invicta do seu primeiro título mundial, marcando quatro gols na decisão contra a Sérvia, 39 no total na competição ficando em nono lugar na artilharia.

## Principais conquistas

### Títulos
A.A. Guarulhos-SP- Brasil
- Artilheira e campeã paulista cadete  2002
- Artilheira, campeã paulista cadete 2003
- Campeã e destaque no Paulista júnior 2004
- Campeã e artilheira do Brasileiro júnior 2004
- Campeã adulto dos jogos Regionais 2006 Campeã adulto dos Jogos Abertos 2006

Seleção Paulista - SP- Brasil
- Campeã juvenil dos Jogos da Juventude 2004
- Campeã Seleção Paulista campeã juvenil dos Jogos da Juventude 2005

Hypo Niederösterreich - Austria
- Tricampeã da Liga Nacional: 2012, 2013 e 2014
- Tricampeã da Copa da Áustria: 2012, 2013 e 2014
- Campeã da Recopa da Europa: 2012/2013

Bucareste - Romenia
- Bicampeã da Liga Nacional 2014 e 2015
- Campeã da Copa da Romênia 2015/2016
- Campeã da Champions League 2015/2016

Rostov on Don - Russia
- Campeã da EHF Cup 2018
- Tri campeã da Liga da Rússia 2017, 2018, e 2019
- Tri campeã da Copa da Rússia 2017, 2018 2019
- Bi campeã da Supercopa da Rússia 2018 e 2019

Seleção Brasileira
- Campeã Mundial: 2013 - Servia
- Tricampeã do Campeonato Pan-Americano: 2011, 2013 e 2017 - São Bernardo do campo/Santo Domingo/Buenos Aires
- Tri campeã dos Jogos Pan-Americanos: 2011, 2015 e 2019 - Guadalajara/Toronto/Lima
- Campeã dos Jogos Sul-Americanos: 2014 Santiago - Chile
- Campeã Campeonato Sul-Americana: 2013 Argentina
- Campeã da Provident Cup: 2013
- Campeã campeonato Sul-Centro: 2021 Assunção-Paraguai

### Prêmios
Seleção Brasileira
- Melhor central do Campeonato Pan-Americano de 2013